# Anton Demtchenko
Anton Demtchenko est un joueur d'échecs russe né le 20 août 1987 à Novossibirsk.
Au 1er juillet 2017, Demtchenko est le 26e joueur russe et le 114e joueur mondial avec un classement Elo de 2 645 points.

## Biographie et carrière
Grand maître international depuis 2013, Demtchenko remporta l'open ZMDI de Dresde, puis le tournoi de Yenişehir (en Turquie) en 2016 et le tournoi Bosna de Sarajevo en mai 2017.
En 2018, il finit dixième ex æquo du championnat d'Europe individuel avec 7,5 points sur 11.
En avril 2019, il remporte l'open de Fagernes en Norvège avec 7 points sur 9. La même année, il marque la moitié des points (5,5/11) au tournoi Grand Suisse FIDE 2019 disputé à l'Île de Man.
En 2021, il remporte le Championnat d'Europe d'échecs individuel avec 8,5 points sur 11 et la médaille de bronze au Championnat d'Europe de blitz en Pologne.

### Coupes du monde
Il s'est qualifié pour la coupe du monde d'échecs 2017 en terminant huitième du championnat d'Europe d'échecs individuel 2016. Lors de la coupe du monde, il bat au premier tour l'Ukrainien Aleksandr Arechtchenko, puis est éliminé au deuxième tour par Vladimir Kramnik.
Lors de la Coupe du monde d'échecs 2019 disputée à Khanty-Mansiïsk en Russie, il bat l'Arménien Robert Hovhannissian au premier tour, puis est battu au deuxième tour par Wesley So.
| Année | Lieu            | Résultat      | Ultime adversaire | Adversaires battus     |
| ----- | --------------- | ------------- | ----------------- | ---------------------- |
| 2017  | Tbilissi        | deuxième tour | Vladimir Kramnik  | Aleksandr Arechtchenko |
| 2019  | Khanty-Mansiïsk | deuxième tour | Wesley So         | Robert Hovhannissian   |
| 2023  | Bakou           | deuxième tour | Saleh Salem       | Gianmarco Leiva        |